# Jiřetín pod Jedlovou
Jiřetín pod Jedlovou är en ort i Tjeckien.   Den ligger i distriktet Okres Děčín och regionen Ústí nad Labem, i den norra delen av landet, 90 km norr om huvudstaden Prag. Jiřetín pod Jedlovou ligger 464 meter över havet och antalet invånare är 587.
Terrängen runt Jiřetín pod Jedlovou är kuperad söderut, men norrut är den platt. Terrängen runt Jiřetín pod Jedlovou sluttar norrut.Runt Jiřetín pod Jedlovou är det ganska tätbefolkat, med 120 invånare per kvadratkilometer. Närmaste större samhälle är Varnsdorf, 5,1 km nordost om Jiřetín pod Jedlovou. Omgivningarna runt Jiřetín pod Jedlovou är en mosaik av jordbruksmark och naturlig växtlighet.